# Michele De Lucchi
Michele De Lucchi (* 8. November 1951 in Ferrara) ist ein italienischer Designer und Architekt.

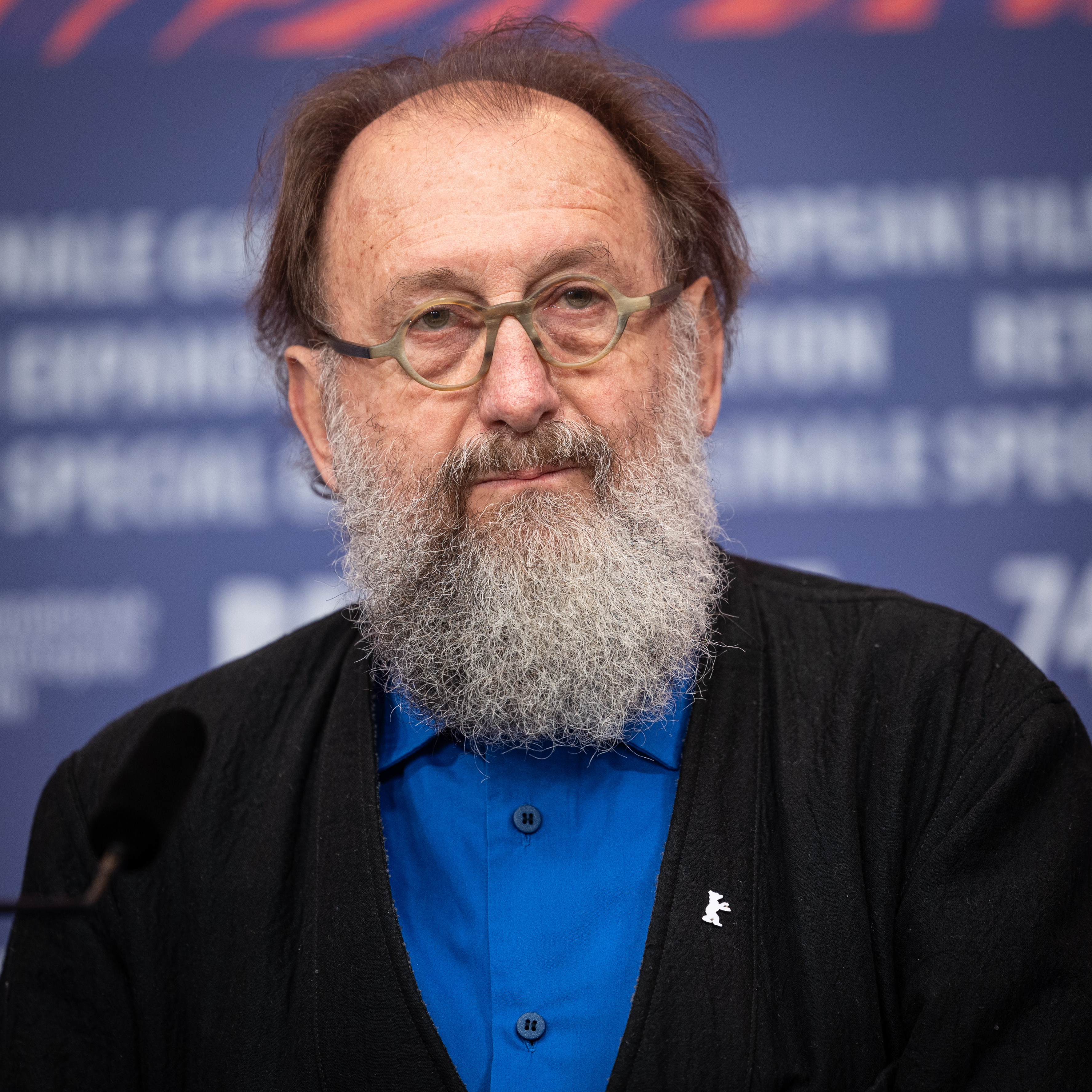
Michele De Lucchi, 2024

## Werdegang
Michele De Lucchi studierte Architektur in Florenz und gründete noch während seines Studiums die „Gruppe Cavart“ in Padua, die für radikales Design eintrat.
Mitte der 1970er Jahre lehrte er Industriedesign an der Universität Florenz und wurde einer der engsten Mitarbeiter und Freunde von Ettore Sottsass. Er war Mitglied und Mitbegründer der Bewegungen Cavart, Alchimia und Memphis Group, deren experimentelle Architekturauffassungen sich gegen das damalige Design-Establishment richtete. Als napoleonischer General verkleidet, hielt der junge Architekturstudent 1973 Wache vor der Institution der Mailänder Triennale und protestierte gegen zu viele überflüssige Produkte. In den 1980er Jahren entwarf De Lucchi für die „jungen Wilden“ postmoderne Möbel, Wohnaccessoires und Laminat. 1988 gründete er das eigene „Studio De Lucchi“, zuvor war er 1979 als Designberater für das Unternehmen Olivetti tätig, bei dem er 1992 zum Chefdesigner ernannt wurde. 1998 gründete er die Firma „amdl“ mit Büros in Mailand und Rom.
Michele De Lucchi wurde 2001 an der Universität Venedig zum Professor der Fakultät Design und Kunst ernannt und erhielt 2006 für seine Bemühungen um die Lebens- und Wohnqualität, einen Ehrendoktortitel an der Kingston Universität.
De Lucchi ist Teil des 2024 erschienenen Dokumentarfilms Architecton von Victor Kossakovsky.

## Werk
Neben zahlreichen Ausstellungen im Museo Diocesano d’Ivrea, auf der Triennale di Milano, im Permanente di Milano, dem Palazzo delle Esposizioni di Roma oder dem Neuen Museum Berlin, findet man seine Arbeiten auch in der ständigen Sammlung des Centre Georges Pompidou in Paris.
Design-Entwürfe

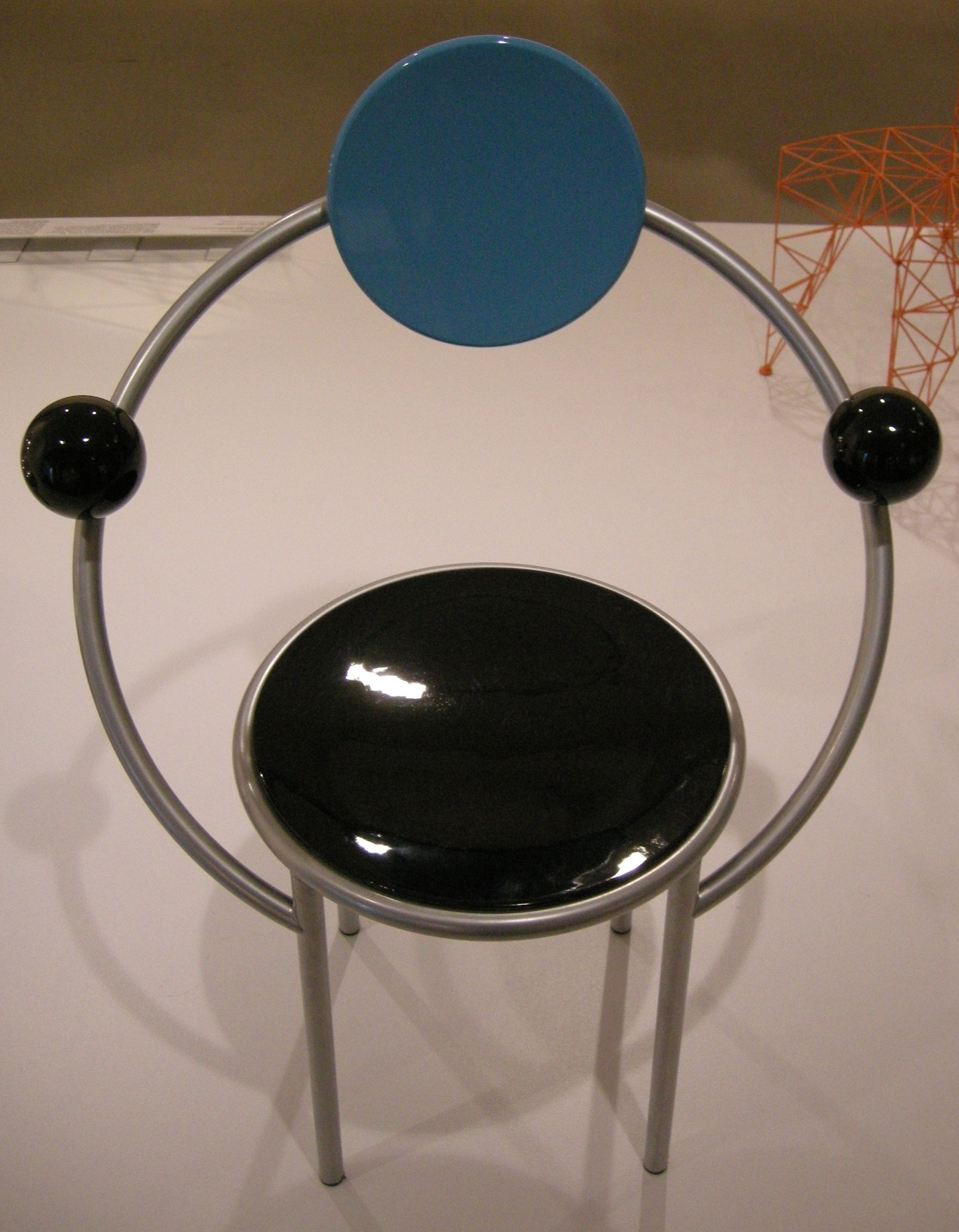
Stuhl, 1983

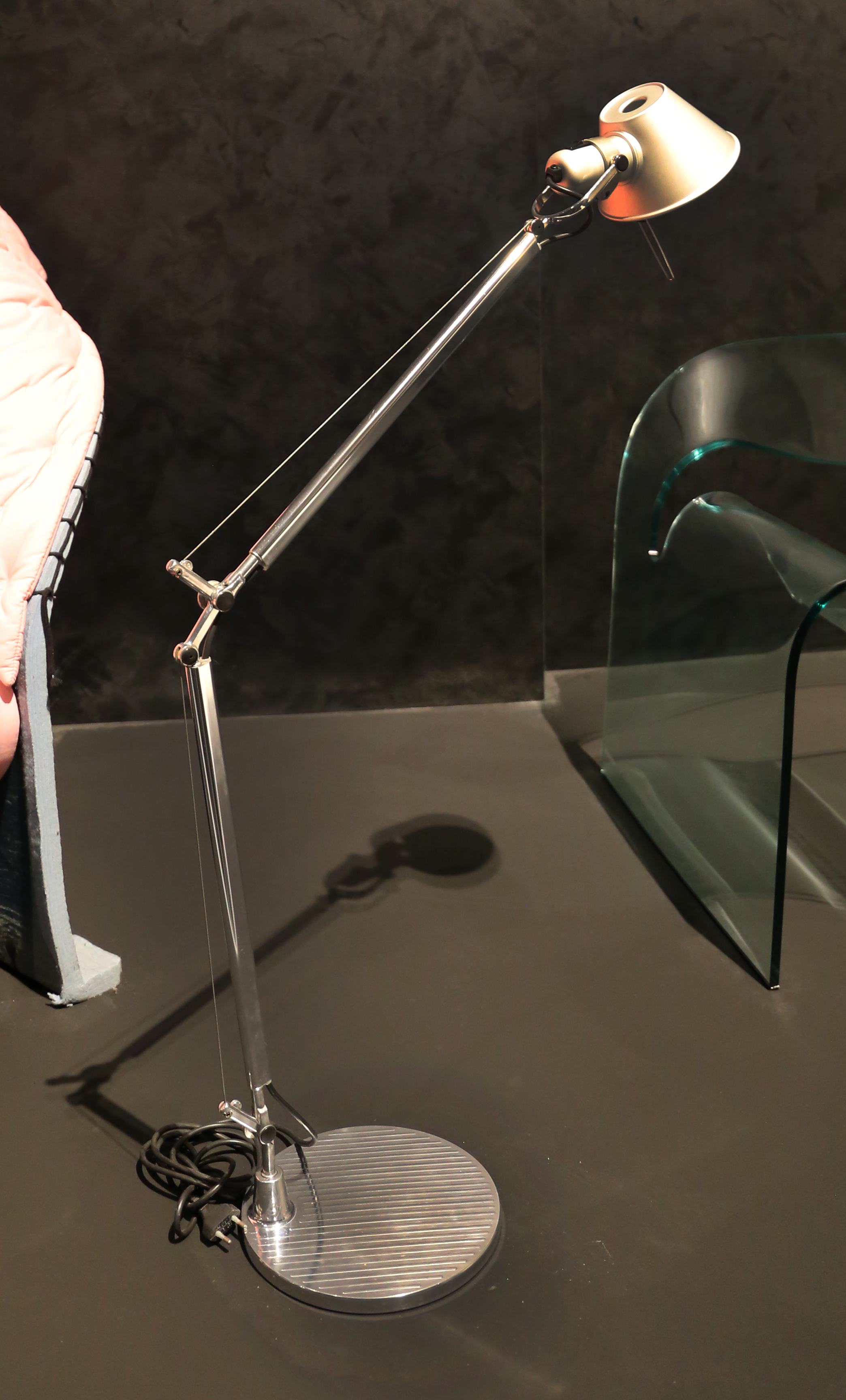
Leuchte Tolomeo, 1987

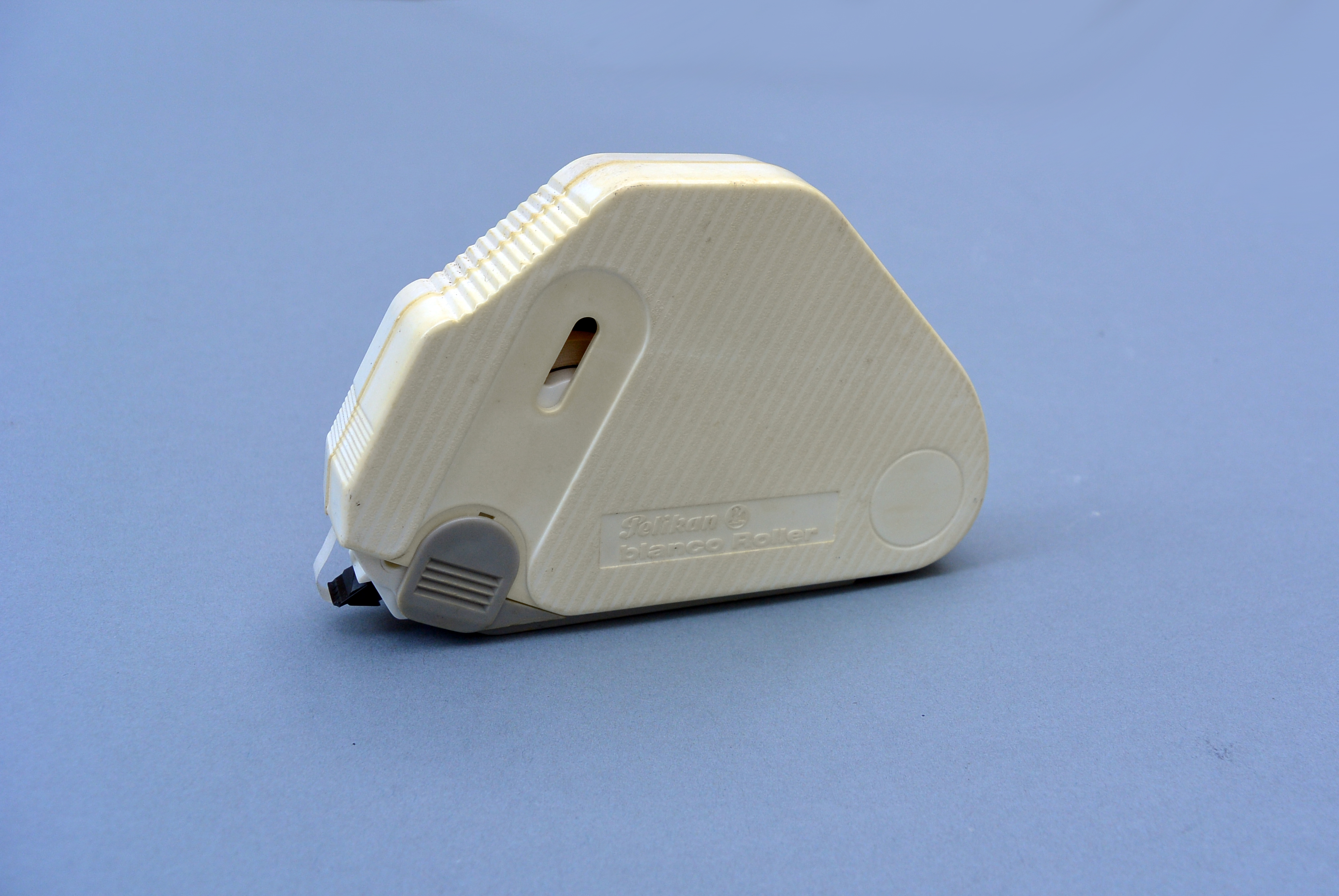
Pelikan Löschbandabroller, entworfen um 1990 von De Lucchi

Er entwarf Computer für Olivetti, Tischlampen für Artemide, Türknäufe für Valli Columbo, Klebebandspender für Pelikan, Stühle, Vasen und Büromöbel und stattete Ausstellungen, Banken in Deutschland, Appartementhäuser in Japan aus.
De Lucchis Neigung zu Farbe und Formverspieltheit kommt bei seinen Möbelentwürfen wie beispielsweise den Beistelltisch „Kristall“ zum Ausdruck, den er 1981 für Memphis entwarf und der an ein vierfüßiges Tier erinnert.
- 1981: Sofa „Lido“, Memphis
- 1981: Leuchte „Oceanic“, Memphis
- 1981: Beistelltisch „Kristall“, Memphis
- 1987: Leuchte „Tolomeo“, Artemide mit Giancarlo Fassina[2]
- 1988: Büro-Utensilien „Segmenti“, Kartell
- 1995: Fax „OFX1000“
- 1995: Notebook „Echos 20“
- 1999: Drucker „Art Jet 20“, Olivetti

Zu seinen Kunden zählen Vistosi, Haworth, Fontana Arte, Artemide, RB Rossanan, Arflex, Acerbis und Bodum.
Bauwerke
Neben Gebäuden für die Deutsche Bank und dem Frankfurter Reisezentrum der Deutschen Bahn entwarf Michele De Lucchi auch Gebäude für einige italienische Banken, deren Corporate Image er damit nachhaltig prägte.
- 2012: Jakobskapelle, Auerberg (Gemeinde Irschenberg)[3]
- 2022: Novartis-Pavillon, Novartis-Campus Basel mit AMDL CIRCLE[4]

## Auszeichnungen und Preise
- G-Mark (Good Design), Japan
- Design Plus
- IF Design Award, Hannover, Smau
- 1989: Compasso d’Oro für Leuchte „Tolomeo“[5]
- 1997: Design Team of the Year, Deutschland
- 2015: A&W Architektur & Wohnen Designer des Jahres[6]